# Pachyramphus validus
Pachyramphus validus е вид птица от семейство Tityridae.

## Разпространение
Видът е разпространен в Аржентина, Боливия, Бразилия, Еквадор, Парагвай и Перу.